# Conflit de Drazdy
 (avril 2022).
Le conflit de Drazdy (parfois orthographié Drozdy) est un incident survenu en juillet 1998 impliquant le gouvernement de la Biélorussie et des diplomates d'autres nations.

## Déroulement
Le conflit a commencé lorsque le président de la Biélorussie, Alexandre Loukachenko, a déclaré le complexe de Drazdy (en) comme propriété du gouvernement et l'a fermé pour réparations. Le complexe de Drazdy abritait plusieurs diplomates de divers pays, dont plusieurs pays occidentaux. Bien que Loukachenko ait tenté de négocier une situation avec des puissances occidentales, telles que la France et l'Allemagne, en nommant Uladzimir Herasimovich pour des pourparlers, la situation n'a pas été résolue à temps.

## Conséquences
Pour protester contre l'incident, les États-Unis ont temporairement rappelé leur ambassadeur, Daniel V. Speckhard (en), qui a passé un an à Washington avant de retourner en Biélorussie. L'un des résultats de l'incident a été que l'Union européenne a émis à Loukachenko et à environ 130 autres responsables gouvernementaux des interdictions de voyager qui les ont empêchés de se rendre dans quatorze des quinze États de l'UE de l'époque. Cela a également commencé à conduire les États-Unis et les États non membres de l'UE à émettre des interdictions similaires (les États-Unis bénéficient d'une exemption pour les visites au siège des Nations unies à New York pour les fonctionnaires interdits). Selon ITAR-TASS et BelaPAN (en), le complexe de Drazdy est maintenant utilisé comme résidence pour le président et les diplomates expulsés ont reçu de nouveaux emplacements à Minsk.